# Angelo Pannacciò
Angelo Pannacciò, né le 13 mars 1923 à Foligno (province de Pérouse) et mort le 26 décembre 2001 à Viterbe, est un réalisateur, scénariste et producteur de cinéma italien.
Il a utilisé divers pseudonymes au cours de sa carrière, notamment : Elo Pannacciò, Elo Pann, Angelo Pann, Angelo Alessandro Pann, Angel Valery, Gerard B. Lennox et John Johnatan.

## Biographie
Né à Foligno en 1923, il s'installe très jeune à Rome, où il entre en contact avec le monde du cinéma. Il étudie pendant quelques années au Centro sperimentale di cinematografia (c'est d'ailleurs à cette époque qu'il collabore au scénario du film Divisione Folgore, réalisé par Duilio Coletti en 1954), sans toutefois obtenir de diplôme.
Après plusieurs années d'inactivité, au début des années 1970, il fonde, avec Luigi Petrini, Universal Vision, une société avec laquelle ils produisent un seul film, Les Chercheuses de plaisir, (1970), réalisé par Petrini lui-même ; mais la société fait banqueroute un an plus tard, en 1971.
Pannacciò fonde ensuite une autre société à son compte, la société de production cinématographique Universalia, en 1972 ; mais encore une fois, les choses se passent mal, à tel point que le seul film produit, Les Anges pervers, (1973), connaît de considérables problèmes de distribution. Pannacciò décide alors de se consacrer principalement à l'écriture et à l'élaboration de scénarios, réalisant également plusieurs films aux budgets dérisoires et souvent caractérisés par un érotisme racoleur. Après avoir débuté par le western spaghetti La Rançon du tueur (it) et l'éprouvant Bacchanales infernales, généralement considéré comme son meilleur film, il réalise le film de guerre Holocaust 2 (it), avant de se tourner vers le cinéma pornographique à la fin des années 1970 puis d'enchaîner par des films érotiques dans les années 1980. En raison de la maladie, Pannacciò cesse de travailler dans le cinéma à partir de la fin des années 1980.
Le critique Fabio Melelli (it) le considère comme un « réalisateur de films de série Z, certains d'une laideur hallucinante [...] l'un des prétendants les plus sérieux au titre de pire réalisateur de l'histoire de notre cinéma ».

## Filmographie

### Réalisateur
- 1972 : La Rançon du tueur (it) (Lo ammazzò come un cane, ma... lui rideva ancora)
- 1973 : Les Anges pervers (Il sesso della strega )
- 1975 : Bacchanales infernales (Un urlo dalle tenebre)
- 1978 : Comincerà tutto un mattino: io donna tu donna (it)
- 1978 : Un brivido di piacere (it)
- 1979 : Porno erotico western (it)
- 1980 : La Spécialiste du ciné (it) (Sì... lo voglio!) — film X
- 1981 : Luce rossa (it) — film X
- 1981 : Holocaust 2 (it) (Holocaust 2 - I ricordi, i deliri, la vendetta)
- 1981 : La Petite Culotte mouillée (it) (Peccati di giovani mogli) — film X
- 1982 : Erotico 2000 (it)
- 1983 : Un'età da sballo (it)
- 1983 : Stesso mare stessa spiaggia (it)
- 1985 : Fantasia erotica in concerto (it)
- 1985 : Mare amore - Frammenti di storie d'amore (it)
- 1986 : Le regine
- 1986 : Femminile desiderio

### Scénariste
- 1955 : Divisione Folgore de Duilio Coletti
- 1970 : Les Chercheuses de plaisir (La ragazza dalle mani di corallo) de Luigi Petrini

### Producteur
- 1970 : Les Chercheuses de plaisir (La ragazza dalle mani di corallo) de Luigi Petrini
- 1972 : Les charognards meurent à l'aube (Sei una carogna... e t'ammazzo!) de Manuel Esteba